# Pure Schuur
Pure Schuur — студийный альбом американской певицы и пианистки Дайан Шуур, выпущенный в 1991 году на лейбле GRP Records. Альбом номинировался на «Грэмми» за лучшее традиционное поп-исполнение.

## Отзывы критиков
| Оценки критиков                            | Оценки критиков |
| Источник                                   | Оценка          |
| ------------------------------------------ | --------------- |
| AllMusic                                   | [ 2 ]           |
| The Encyclopedia of Popular Music          | [ 3 ]           |
| MusicHound Jazz: The Essential Album Guide | [ 4 ]           |
| The Rolling Stone Jazz & Blues Album Guide | [ 5 ]           |

Джонатан Видран из AllMusic написал: «Дайан Шуур всегда была одним из величайших голосов современного джаза в мире, и её чистота в этом сборнике делает её выступление самым артистичным и в то же время доступным на сегодняшний день. Возможно, она расширяет сферу своей деятельности, включив в него поп-музыку, но она также отдаёт дань уважения своему джазовому воспитанию, особенно в потрясающем исполнении „Unforgettable“ и „Deed I Do“, дерзкого дуэта биг-бэнда с покойным Джо Уильямсом. Магия Pure Schuur заключается в способности Шуур подбирать и интерпретировать такой широкий спектр песен с таким количеством различных типов аранжировок. В то время как продюсер Андре Фишер, похоже, придерживается старинных бэк-версий с лихими роговыми секциями и синтезированными звуками, альбом наиболее эффективен при минимальном инструментовании, как на великолепных „You Don’t Remember Me“ и „We Can Only Try“. Как и у Фрэнка Синатры и ему подобных, Шуур даны хорошие песни, умные аранжировщики и звёздные постановщики, но это ничего не значит, если у неё не было одного… голоса. Музыка Шуур ясна, богата и мощна, она сочетает в себе веселье и романтику так, как может только легенда джаза в процессе становления». Рецензент журнала Billboard отметил, что, сочетая оригиналы и стандарты, Шуур добивается в основном успешных результатов, однако, в редких случаях, когда она пытается расширить возможности своей джазовой базы, мелодии не всегда способны поддержать её объёмный вокал. В журнале Cash Box завили, что как и Нэнси Уилсон, Шуур одинаково хорошо поёт джаз, поп и ритм-н-блюз, что она демонстрирует на своём последнем диске.

## Список композиций
1. «Nobody Does Me» (Род Темпертон) — 5:10
2. «All Caught Up in Love» (Сида Гарретт, Марвин Хэмлиш) — 4:54
3. «Deed I Do» (Уолтер Хирш, Фред Роуз) — 2:19
4. «What a Difference a Day Makes» (Стэнли Адамс, Мария Мендес Гревер) — 4:54
5. «Touch» (Фэй Гринберг, Стив Лейн, Дэвид Лоуренс) — 6:10
6. «Baby You Got What It Takes» (Клайд Отис, Мюррей Стейн) — 4:32
7. «Unforgettable» (Ирвинг Гордон) — 3:56
8. «I Could Get Used to This» (Джо Эриксен, Эллен Сильверстайн) — 4:54
9. «You Don’t Remember Me» (Стив Лейн, Дик Винцелер) — 3:16
10. «Hold Out» (Вонда Шепард) — 4:25
11. «We Can Only Try» (Кэрролл Коутс, Питер Дэниэлс) — 3:15

## Чарты

### Еженедельные чарты
| Чарт (1991)                                  | Высшая позиция |
| -------------------------------------------- | -------------- |
| США (Billboard Top Contemporary Jazz Albums) | 1              |
| США (Billboard Top Pop Albums)               | 148            |

### Годовые чарты
| Чарт (1991)                                  | Позиция |
| -------------------------------------------- | ------- |
| США (Billboard Top Contemporary Jazz Albums) | 3       |